# Nima Nourizadeh
Nima Nourizadeh (n. 12 de noviembre de 1977) es un productor y director de cine, publicidad y videos musicales británico, conocido por trabajar con Lily Allen y Sophie Ellis-Bextor, estrellas internacionales de la música pop/dance.

## Biografía
Nourizadeh Nima nació en Londres, Reino Unido de una familia de origen iraní, y se dedicó a trabajar en la música y en la televisión. Es productor y director de videos musicales, y ha trabajado para Sophie Ellis-Bextor, Lily Allen o Jamie T, entre otros. También ha dirigido varios anuncios de Adidas. Nourizadeh es el hijo del activista político Alireza Nourizadeh y sus hermanos son los productores de música electrónica Omid 16B y Navid. Debutó como director con Proyecto X en 2012. Su siguiente película es una comedia de acción titulada American Ultra estrenada en 2015, y protagonizada por Jesse Eisenberg, Kristen Stewart, Connie Britton, John Leguizamo y Topher Grace.

## Filmografía
- 2012 - Proyecto X
- 2015 - American Ultra

### Videografía
- 2009: Franz Ferdinand – No You Girls
- 2009: Bat for Lashes – Pearl's Dream
- 2008: CSS – Rat Is Dead (Rage)
- 2008: Santigold – L.E.S. Artistes
- 2008: Flight of the Conchords – Ladies of the World
- 2007: Yelle – A cause des garçons
- 2007: Mark Ronson feat. Lily Allen – Oh My God
- 2007-may Sophie Ellis-Bextor – Me and My Imagination
- 2007 Carlights – Pink Grease
- 2007 Maxïmo Park – Our Velocity
- 2006-oct Lily Allen – Littlest things
- 2006-sep Lily Allen – LDN
- 2006-jul Hot Chip – Colours
- 2006-jun Jamie T – Sheila
- 2006-apr Jim Noir – My patch [version 2: giant chicken]
- 2006-feb Jamie T – Salvador
- 2006-jan Hot Chip – Over and over
- 2005-sep Architecture in Helsinki – Do the whirlwind [version 2]
- 2005-sep Art Brut – Good weekend
- 2005-aug The Drill – The Drill
- 2005-may White Rose Movement – Love is a number
- 2004 the Ludes – Radio
- 2003 Dizzee Rascal –  Jus' a Rascal